# 포켓몬 더 무비 XY&Z: 볼케니온: 기계왕국의 비밀
《포켓몬 더 무비 XY&Z 볼케니온: 기계왕국의 비밀》(일본어: ポケモン・ザ・ムービーXY&Z ボルケニオンと機巧のマギアナ)는 2016년 7월 16일에 개봉한 극장판 포켓몬스터의 19번째이며, 포켓몬스터 XY의 3번째이자 지금까지 본편과 연계된 마지막 극장판이다.

## 개요
『포켓몬스터 XY』 시리즈 3편에서 TV시리즈가 <포켓몬스터 XY&Z>로 변경됐기 때문에 이번 작품의 제목은 《포켓몬 더 무비 XY&Z》으로 상영된다. 2011년에 개봉한 《비크티니와 흑의 영웅 제크로무·비크티니와 백의 영웅 레시라무》이후 5년 만에 단편 동시 상영이 폐지되었다. 당초 발표된 타이틀은 《포켓몬·더·무비 XY&Z 2016》이며 본작에서 처음 공개가 되는 포켓몬, 볼케니온과 마기아나의 이름이 쓰여 전년과 마찬가지로 본작에서는 타이틀의 일부를 도중에 공개하지 않고 정식 제목 공개 시 모든 타이틀을 공개한다는 형태로 결정되었다.
장편 작품의 각본은 전작과 마찬가지로 텔레비전 시리즈에서 시리즈 구성을 담당하는 토미오카 아츠히로가 다룬다.

## 등장 인물
- 한지우
- 세레나
- 시트론
- 유리카
- 레이

### 활약 포켓몬
- 피카츄
- 라이츄 (레이의파트너)(백만볼트, 아이언테일, 볼드태클,일렉트릭 볼, 뇌둔:일렉트릭 볼 수리검)
- 개굴닌자
- 테르나
- 도치마론
- 데덴네
- 볼케니온
- 마기아나

## 게스트 등장인물
- 키미아

아조트 왕국의 공주 라켈의 누나. 가만히 있는 것을 싫어하고 자신 만의 비행 메카를 타고 돌아다니는 소녀.
색이 다른 메가 가디안을 메가진화한다.
사용 포켓몬가디안
- 라켈

아조트 왕국의 왕자로 키미아 동생. 14세. 누나와는 정반대의 차분한 소년. 신비한 과학 연구에 몰두.
사용 포켓몬나루림
- 쟈비스

겉모습은 아조트 왕국의 대신, 그러나 다른 면에서는 왕국의 지배를 계획하는 마술사. 포켓몬을 강제로 메가진화 시키는 기술을 발명하고 있다. 본작의 악당.
사용 포켓몬얼음귀신, 후딘, 팬텀, 메가 보만다, 독침붕. 다크펫, 깜까미, 마기라스, 메가 대짱이
- 도가, 이자

자비스의 부하, 메가진화 포켓몬 군단을 조종. 근육질의 거인이 도가, 빨간 머리 여성이 이사.
- 엘리파스

500년 전에 마기아나를 만들어 낸 신비 과학의 대가.

### 게스트 포켓몬
- 볼케니온

인간을 싫어하는 난폭한 성격. 지우 곁에 있는 경우가 많다. 마기아나와 어떤 관계가 있는 듯 하며, 쟈비스의 야망을 막기 위해 지우와 소울하트를 지킨다.
- 마기아나

500년 전에 엘리파스에 의해 만들어졌다. 볼케니온과 어떤 관계가 있는 듯 하며, 볼케니온과 반대로 로켓단 곁에 있는 경우가 많다.

## 주제가
여는 곡 〈XY&Z -movie ver.-〉
노래 - 사토시(성우: 마츠모토 리카)(SME 레코드)
작사 · 작곡 - 사코 토모히사 / 편곡: 사코 토모히사, Saku /
한국어 더빙판 여는 곡 〈Remember times〉
노래 - 최강호
닫는 곡 〈우체통에 목소리를 던져 넣어〉(ポストに声を投げ入れて)
노래 - YUKI(에픽 레코드 재팬)
작사 - YUKI / 작곡: 요코야마 히로아키 / 편곡: YUKI, 타마이 켄지, 모모타 루이
한국어 더빙판 닫는 곡 〈주머니 속 편지〉
노래 - 여자친구

## 같이 보기
- 포켓몬스터
- 포켓몬스터 XY